# 1997
- Wikisource

| Calendário gregoriano                                                        | 1997 MCMXCVII                       |
| Ab urbe condita                                                              | 2750                                |
| Calendário arménio                                                           | 1447 – 1448                         |
| Calendário bahá'í                                                            | 153 – 154                           |
| Calendário budista                                                           | 2541                                |
| Calendário chinês                                                            | 4693 – 4694 Início a 8 de fevereiro |
| Calendário copta                                                             | 1713 – 1714                         |
| Calendário etíope                                                            | 1989 – 1990                         |
| Calendários hindus - Vikram Samvat - Calendário nacional indiano - Cáli Iuga | 2052 – 2053 1918 – 1919 5097 – 5098 |
| Calendário Holoceno                                                          | 11997                               |
| Calendário islâmico                                                          | 1418 – 1419                         |
| Calendário judaico                                                           | 5757 – 5758 Início a 2 de outubro   |
| Calendário persa                                                             | 1375 – 1376 Início a 21 de março    |
| Calendário rúnico                                                            | 2247                                |
| Calendário solar tailandês                                                   | 2540                                |

1997 (MCMXCVII, na numeração romana) foi um ano comum do século XX que começou numa quarta-feira, segundo o calendário gregoriano. A sua letra dominical foi E. A terça-feira de Carnaval ocorreu a 11 de fevereiro e o domingo de Páscoa a 30 de março. Segundo o horóscopo chinês, foi o ano do Boi, começando a 8 de fevereiro.

| Evento                                                   | Data            | Hora  |
| -------------------------------------------------------- | --------------- | ----- |
| Aquário                                                  | 20 de janeiro   | 00:43 |
| Peixes                                                   | 18 de fevereiro | 14:52 |
| primavera no hemisfério norte e outono no hemisfério sul |                 |       |
| Carneiro/equinócio                                       | 20 de março     | 13:55 |
| Touro                                                    | 20 de abril     | 01:03 |
| Gémeos                                                   | 21 de maio      | 00:18 |
| verão no hemisfério norte e inverno no hemisfério Sul    |                 |       |
| Caranguejo/solstício                                     | 21 de junho     | 08:20 |
| Leão                                                     | 22 de julho     | 19:16 |
| Virgem                                                   | 23 de agosto    | 02:20 |
| Outono no Hemisfério Norte e Primavera no Hemisfério Sul |                 |       |
| Balança/equinócio                                        | 22 de setembro  | 23:56 |
| Escorpião                                                | 23 de outubro   | 09:15 |
| Sagitário                                                | 22 de novembro  | 06:48 |
| inverno no hemisfério norte e verão no hemisfério sul    |                 |       |
| Capricórnio/solstício                                    | 21 de dezembro  | 20:08 |

| UTC: Portugal Continental, Madeira, Guiné-Bissau e São Tomé e Príncipe Subtrair (-): 1 h nos Açores e Cabo Verde 2 h nas Ilhas oceânicas brasileiras 3 h em Brasília, em Goiás, na Amazônia Oriental Brasileira e no nordeste, sudeste e sul brasileiros 4 h na Amazônia Ocidental Brasileira, Mato Grosso e Mato Grosso do Sul 5 h no Acre e sudoeste do Amazonas Adicionar (+): 1 h em Angola e Guiné Equatorial 2 h em Moçambique 8 h em Macau 9 h em Timor-Leste. |
| Adicionar uma hora durante a vigência do horário de verão: Portugal Continental : De 30 de março a 26 de outubro de 1997 |

| Ano completo                        |
| ----------------------------------- |
| Ano comum com início à quarta-feira |

## Eventos
- 20 de janeiro — Bill Clinton começa seu segundo mandato como presidente dos Estados Unidos da América.
- 20 de abril — O líder indígena brasileiro da etnia pataxó-hã-hã-hãe Galdino Jesus dos Santos foi assassinado por 5 jovens da alta sociedade de Brasília enquanto dormia em um ponto de ônibus.
- 22 de abril — Numa ação militar do exército peruano, 71 reféns do Movimento Revolucionário Túpac Amaru são libertados após 126 dias no cativeiro.
- 6 de maio — A Companhia Vale do Rio Doce é privatizada e vendida ao Consórcio Brasil por R$ 3,3 bilhões *.
- 28 de maio — O Borussia Dortmund vence a Juventus na final da Liga dos Campeões da UEFA e se torna campeão europeu pela primeira vez.
- 8 de junho — Gustavo Kuerten é pela primeira vez campeão do torneio de Roland Garros ao vencer o espanhol Sergi Bruguera por 3 sets a 0.
- 29 de junho — O Brasil é pela primeira vez campeão de uma edição da Copa América disputada fora do seu território, ao derrotar a anfitriã Bolívia por 3 x 1 na final.
- 1 de julho — A soberania Hong Kong, o maior território do que resta do Império Britânico, é transferida para a China.
- 12 de agosto — O Cruzeiro derrota o Sporting Cristal do Peru por 1 x 0 no Mineirão e conquista o bicampeonato da Copa Libertadores da América.
- 29 de agosto — Reed Hastings e Marc Randolph lançam o site de filmes e séries Netflix.
- 6 de setembro — Funeral de Diana, Princesa de Gales, assistido pela TV por 2,5 bilhões de pessoas.
- 2 de outubro — O papa João Paulo II visita o Brasil para participar do II Encontro das Famílias, realizado no Rio de Janeiro.
- 23 de outubro — A Bolsa de Valores de Hong Kong, uma das maiores do mundo, cai 10,4%. A crise se espalha pelo resto do mundo, com as bolsas sofrendo enormes quedas.
- 26 de outubro — O canadense Jacques Villeneuve conquista o Campeonato Mundial de Fórmula 1 de 1997.
- 16 de dezembro — "Dennō Senshi Porygon", 38º episódio do anime Pokémon, levou cerca de 700 crianças e adolescentes do Japão a irem ao hospital devido aos efeitos visuais que causaram convulsões.[1]

## Nascimentos
- 25 de janeiro - Wasuthorn Chaijindar, ator, cantor e modelo tailandês.
- 10 de fevereiro - Chloë Grace Moretz, atriz norte-americana.
- 3 de março - Camila Cabello, cantora cubana.
- 14 de março - Simone Biles, ginasta norte-americana.
- 15 de abril - Maisie Williams, atriz britânica.
- 22 de abril - Carol Biazin, cantora e compositora brasileira.
- 10 de maio - Richarlison, futebolista brasileiro.
- 15 de maio - Ousmane Dembélé, futebolista francês.
- 4 de julho - Juan Izquierdo, futebolista uruguaio (m. 2024).
- 8 de julho - Siraphop Manithikhun, ator e modelo tailandês.
- 12 de julho - Malala Yousafzai, ativista paquistanesa e Prêmio Nobel da Paz.
- 8 de agosto - Gawin Caskey, ator e cantor tailandês.
- 10 de agosto - Kylie Jenner, empresária, influenciadora e socialite norte-americana, da Família Kardashian.
- 24 de agosto - Alan Walker, DJ e produtor musical norueguês nascido no Reino Unido.
- 1 de setembro - Jeon Jung-kook, cantor, compositor, dançarino e produtor musical sul-coreano, membro do grupo BTS.
- 3 de outubro - Christopher Chan Bahng, cantor, dançarino e líder do grupo sul coreano Stray Kids.
- 7 de outubro - Nicole Maines, atriz, escritora e ativista dos direitos dos transgêneros estadunidense.
- 30 de outubro - Hirunkit Changkham, ator, cantor e modelo tailandês.
- 19 de dezembro - Ana Frango Elétrico, cantora, compositora, produtora musical, pintora e poeta brasileira.
- 25 de dezembro - Wichapas Sumettikul, ator e modelo tailandês.
- 30 de dezembro
  - Levan Gelbakhiani, ator e dançarino georgiano.
  - Tseng Jing-hua, ator taiwanês.

## Mortes
- 19 de fevereiro — Deng Xiaoping, secretário-geral do Partido Comunista da China (PCC) e líder político da República Popular da China entre 1978 e 1992 (n. 1904).
- 6 de março — Cheddi Jagan, presidente da Guiana de 1992 a 1997 (n. 1918).
- 17 de abril — Chaim Herzog, militar, político, advogado e escritor norte-irlandês, presidente de Israel entre 1983 e 1993 (n. 1918).
- 21 de abril
  - Andrés Rodríguez, político paraguaio (n. 1923).
  - Diosdado Macapagal, presidente das Filipinas de 1961 a 1965 (n. 1910).
- 2 de maio — Paulo Freire, educador e filósofo brasileiro (n. 1921)
- 20 de maio — Virgilio Barco Vargas, Presidente da República da Colômbia de 1986 a 1990 (n. 1921)
- 15 de julho — Gianni Versace, estilista italiano (n. 1946).
- 30 de julho — Bảo Đại, último imperador do Vietname (n. 1913).
- 21 de agosto — Misael Pastrana, Presidente da República da Colômbia de 1970 a 1974 (n. 1923).
- 31 de agosto — Diana, Princesa de Gales (n. 1961).
- 5 de setembro — Madre Teresa de Calcutá, missionária católica e beata, nascida na Macedônia e naturalizada indiana (n. 1910).
- 7 de setembro — Mobutu Sese Seko, político do Congo Belga, foi ditador do Zaire (atualmente República Democrática do Congo) por 32 anos (n. 1930).
- 12 de outubro — John Denver, cantor, compositor, músico e ator americano.
- 25 de novembro — Hastings Kamuzu Banda, presidente do Malawi de 1966 a 1994 (n. 1896 ou 1898).

## Prêmio Nobel
- Física — Steven Chu, Claude Cohen-Tannoudji, William Daniel Phillips.[2]
- Química — Paul D Boyer, John E Walker, Jens C. Skou.[3]
- Medicina — Stanley Prusiner
- Literatura — Dario Fo
- Nobel da Paz — Jody Williams, Campanha Internacional para banir as minas terrestres
- Economia — Robert C. Merton, Myron Scholes

## Epacta e idade da Lua
| Epacta gregoriana | 22 (XXII) |
| Idade da Lua      | Letra C   |

## Por tema
- 1997 na arte
- 1997 no Brasil
- 1997 na ciência
- 1997 no cinema
- 1997 no desporto
- 1997 no jornalismo
- 1997 na literatura
- Mortes em 1997
- 1997 na música
- 1997 na política
- 1997 no teatro
- 1997 na televisão